# Ален (Кентаки)
Ален (енгл. Allen) град је у америчкој савезној држави Кентаки.

## Демографија
По попису из 2010. године број становника је 193, што је 43 (28,7%) становника више него 2000. године.
| Група             | 2000.       | 2010.       |
| Белци             | 142 (94,7%) | 192 (99,5%) |
| Афроамериканци    | 7 (4,7%)    | 0 (0,0%)    |
| Азијати           | 0 (0,0%)    | 0 (0,0%)    |
| Хиспаноамериканци | 0 (0,0%)    | 0 (0,0%)    |
| Укупно            | 150         | 193         |